# Diego Lapera
Diego Lapera (né le 13 novembre 1950) est un joueur de volley-ball cubain. Il participe aux Jeux olympiques d'été de 1972, aux Jeux olympiques d'été de 1976 et aux Jeux olympiques d'été de 1980. Lors de ses deuxièmes Jeux olympiques, il remporte la médaille de bronze en jouant l'intégralité des six matchs de la compétition. En 1972, il finit dixième et en 1980, il finit à la septième place du tournoi.

## Palmarès

### Jeux olympiques
- Jeux olympiques de 1976 à Montréal,  Canada
  -  Médaille de bronze.